# Walton-on-Thames
Walton-on-Thames – miasto w Wielkiej Brytanii, w Anglii, w hrabstwie Surrey. W 2011 miasto to zamieszkiwało 22 834 osób.
W tym mieście swą siedzibę mają dwa kluby piłkarskie - Walton & Hersham F.C. oraz Walton Casuals F.C.